# Yozgat (province)
Pour la préfecture, voir Yozgat.
La province de Yozgat est une des 81 provinces (en turc : il, au singulier, et iller au pluriel) de la Turquie. Elle se trouve dans le centre de l'Anatolie (en turc : Anadolu)
Sa préfecture (en turc : valiliği) se trouve dans la ville éponyme de Yozgat.

## Géographie
Sa superficie est de 14 123 km2. Yozgat se trouve dans la  région de l'Anatolie centrale.

## Population
Au recensement de 2005, la province était peuplée d'environ 682 919  habitants, soit une densité de population d'environ 48 hab./km2.
| 2000    | 2001    | 2002    | 2003    | 2004    | 2005    | 2006    | 2007    | 2008    |
| ------- | ------- | ------- | ------- | ------- | ------- | ------- | ------- | ------- |
| 544 446 | 538 313 | 531 220 | 523 696 | 516 096 | 508 398 | 500 487 | 492 127 | 484 206 |

| 2009    | 2010    | 2011    | 2012    | 2013    | 2014    | 2015    | 2016    | 2017    |
| ------- | ------- | ------- | ------- | ------- | ------- | ------- | ------- | ------- |
| 487 365 | 476 096 | 465 696 | 453 211 | 444 211 | 432 560 | 419 440 | 421 041 | 418 650 |

| 2018    | 2019    | 2020    | 2021    | 2022    | 2023    | - | - | - |
| ------- | ------- | ------- | ------- | ------- | ------- | - | - | - |
| 424 981 | 421 200 | 419 095 | 418 500 | 418 442 | 420 699 | - | - | - |

## Administration
La province est administrée par un préfet (en turc : vali).

## Subdivisions
La province est divisée en 14 districts (en turc : ilçe, au singulier).